# Guillaume de Giey
Guillaume Gabriel de Giey (Gent, 22 maart 1860 - Weillen, 20 januari 1914) was een Belgisch senator en burgemeester.

## Biografie

### Familie
Baron Guillaume de Giey was een zoon van baron Gustave de Giey (1832-1898) en Marie de Bruges de Gerpinnes (1836-1895). Hij trouwde in 1890 in Sart-Eustache met zijn nicht Marie de Bruges de Gerpinnes (1870-1893) en in 1895 in Weillen tweede huwelijk met haar zus, Louise de Bruges de Gerpinnes (1872-1966), dochters van Paul de Bruges de Gerpinnes, burgemeester van Sart-Eustache, provincieraadslid van Namen en senator. Uit het eerste huwelijk had hij een dochter, uit het tweede twee zoons.
- Pauline de Giey (1893-1931), trouwde in 1915 in Parijs met Jean d'Orjo de Marchovelette (1890-1940), kapitein-commandant van de artillerie en burgemeester van Sart-Eustache. Ze kregen een zoon en drie dochters, met afstammelingen tot heden.
- André de Giey (1898-1975), burgemeester van Weillen, trouwde in 1923 in Feluy met Marguerite Drion du Chapois (1902-1970), kleindochter van baron Adolphe Drion du Chapois. Het huwelijk bleef kinderloos.
- Joseph de Giey (1913-1977), burgemeester van Weillen en Onhaye, trouwde in 1934 in Aye met Evelyne Drion du Chapois (1913-2013), kleindochter van baron Adolphe Drion du Chapois. Ze kregen twee zoons en twee dochters, met afstammelingen tot heden.

### Loopbaan
De Giey werd verkozen tot gemeenteraadslid van Sart-Eustache (1890) en benoemd tot burgemeester (1891), in opvolging van zijn schoonvader. Hij was ook provincieraadslid van Namen (1885-1910).
In 1910 volgde hij de overleden Alfred Février op als senator voor het arrondissement Namen-Dinant-Philippeville en vervulde dit mandaat tot aan zijn dood.